# Koshigaya
Koshigaya (japanisch 越谷市 -shi) ist eine japanische Stadt in der Präfektur Saitama.
Die Stadt ist berühmt für die Herstellung von Daruma, einem Glücksbringer aus Pappmaché.

## Geographie
Koshigaya liegt östlich von Saitama, nördlich von Sōka und südlich von Kasukabe bzw. ca. 30 km von Tokio entfernt. Durch Koshigaya fließt der Motoarakawa, d. h. der frühere (moto) Hauptarm des Arakawa.

## Geschichte
Bei Mitakata (見田方) im Stadtteil Taisei-chō (大成町) bestand im bereits späten 6. Jahrhundert eine Siedlung. 750 wurde der Tempel Ōsagami Fudōbō (大相模不動坊), heute der Daishō-ji (大聖寺) im Stadtteil Sagami-chō, gegründet.
1604 ließ der Shōgun Tokugawa Ieyasu hier eine Residenz (越ヶ谷御殿 Koshigaya goten) anlegen, die jedoch bereits 1657, nach dem der Meireki-Großbrand die Hauptstadt Edo größtenteils zerstörte, aufgegeben wurde. Kurz nach der Gründung des Tokugawa-Shogunats 1603 und vor 1617 wurde die Poststation Koshigaya (越ヶ谷宿 -juku) an der Fernstraße Ōshū Kaidō gegründet, die größere Bedeutung erhielt 1617 die Fernstraße Nikkō Kaidō abgezweigt wurde.
Mit der Reorganisation des japanischen Gemeindewesens zum 1. April 1889 wurde Koshigaya (越ヶ谷町 -machi) als Kleinstadt (machi) im Landkreis Minami-Saitama eingestuft. Zum 3. November 1954 wurde Koshigaya mit der Kleinstadt Ōsawa (大沢町 -machi) sowie den Dörfern (mura) Niikata (新方村 -mura), Sakurai (桜井村 -mura), Ōbukuro (大袋村 -mura), Ogishima (荻島村 -mura), Dewa (出羽村 -mura), Gamō (蒲生村 -mura), Ōsagami (大相模村 -mura) und Masubayashi (増林村 -mura) fusioniert. Die neue Gemeinde erhielt dabei den Namen Koshigaya jedoch in der Schreibweise 越谷町 -machi. Am 3. November 1955 wurden drei Stadtteile aus Sōka eingemeindet. Am 3. November 1958 erfolgte die Aufstufung zur kreisfreien Stadt (shi) mit einer damaligen Einwohnerzahl von 48.318.
Am 1. April 2003 erhielt sie den Sonderstatus einer Tokureishi sowie nach der Abschaffung dieses Status zum 1. April 2015 den einer Kernstadt (chūkakushi).

## Verkehr
- Straße:
  - Nationalstraße 4 nach Tōkyō oder Aomori
- Zug:
  - Tōbu Isesaki-Linie nach Asakusa oder Isesaki
  - Tōbu Nikkō-Linie nach Asakusa oder Nikkō
  - JR Musashino-Linie, nach Funabashi, Saitama und Fuchu

## Bildung
Koshigaya ist Standort der Bunkyo-Universität.

## Städtepartnerschaften
- Campbelltown, New South Wales, Australien, seit 1984

## Angrenzende Städte und Gemeinden
- Saitama
- Kasukabe
- Kawaguchi
- Yoshikawa
- Sōka
- Matsubushi

## Söhne und Töchter der Stadt
- Yasutomo Nagai (1965–1995), Motorradrennfahrer
- Junri Namigata (* 1982), Tennisspielerin
- Boniface Nduka (* 1996), Fußballspieler